# Эль-Кастильо-де-Уармей
Эль-Кастильо-де-Уармей — археологический комплекс вблизи перуанского города Уармей, датируемый в основном периодом среднего горизонта (650—1050 гг.). Наиболее заметная часть комплекса представляет собой руины монументальных построек погребального назначения в виде мавзолеев, башен и капитальных лестниц, расположенных на вершине длинного скального отрога. В 2012 году в уже сильно разграбленном комплексе удалось обнаружить крупнейшее нетронутое захоронение женской знати культуры уари. Погребальная камера была скрыта под полом так называемого «Красного мавзолея» и содержала в общей сложности 58 погребальных свёртков с богатыми посмертными подношениями, основную часть которых составляли ткацкие принадлежности и женские украшения. Лицо наиболее знатной особы было реконструировано Оскаром Нилссоном в скульптурном изображении, которое затем выставлялось в Национальном этнографическом музее Варшавы.

## История изучения
Первым научный интерес к долине Уармей проявил отец перуанской археологии Хулио Тельо. В 1918 году он оказался заинтригован выставленными на продажу изящными изделиями доиспанского происхождения из этого региона и запланировал научную экспедицию, но разразившаяся эпидемия бубонной чумы не позволила ему начать какие-либо раскопки. Хотя в дальнейшем Тельо сосредоточился на изучении культуры Чавин, он периодически посещал долину Уармей, приобретая древние находки у торговцев, и даже поручил в 1930 году своему помощнику Евгению Яковлеву провести в долине археологическую разведку. Через 50 лет после того как Тельо впервые посетил долину, археолог Дороти Мензел высказала предположение о том, что в период среднего горизонта где-то на побережье Анкаша существовал центр влияния, откуда распространялись гончарные изделия, оформленные явно под воздействием культуры уари. В 1982 году Дуччо Бонавиа опубликовал первый реестр археологических памятников долины, включавший 69 объектов. В 1985 году Хайко Прюмерс расчистил несколько раскопов расхитителей гробниц и проанализировал коллекцию артефактов, собранных с поверхности. Однако серьёзные систематические раскопки в самом Эль-Кастильо-де-Уармей вплоть до 2010-х годов не велись.

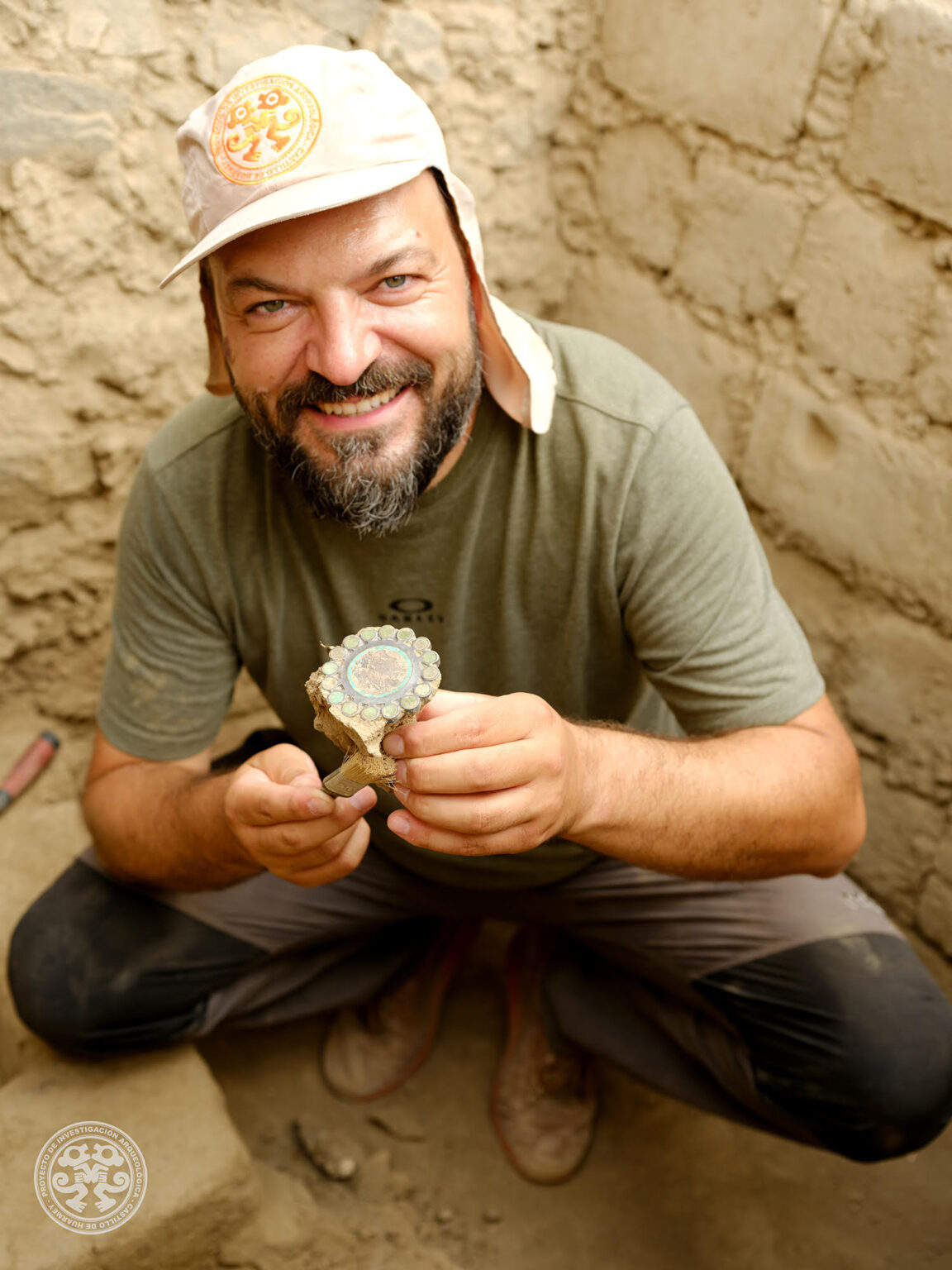
Профессор Милош Герш — руководитель раскопок в Эль-Кастильо-де-Уармей

Пока археологи уделяли довольно мало внимания этому участку побережья, здесь широко развернулась деятельность чёрных копателей «уакерос». Особый размах она приняла после великого перуанского землетрясения 1970 года, когда на поверхности обнажились несколько ранее нетронутых гробниц. В плачевном состоянии комплекс застали участники археологического проекта PIACH (Proyecto de Investigación Arqueológica Castillo de Huarmey), организованного в 2010 году Варшавским университетом и Папским католическим университетом Перу. Проект PIACH стал продолжением десятилетней деятельности по исследованию двух соседствующих долин Уармей и Кулебрас, в ходе которой были обнаружены и задокументированы более сотни археологических объектов. Проект возглавили археологи Милош Герш и Роберто Пиментел Нита, при научной поддержке Кшиштофа Маковски. В ходе исследований широко использовались современные археометрические и биогеохимические методы исследования. Вопреки ожиданиям учёных, в столь сильно разграбленном памятнике удалось обнаружить крупнейший нетронутый некрополь высшей знати периода среднего горизонта, принадлежавшей культуре Уари.

## Общее описание комплекса
Археологический комплекс Эль-Кастильо-де-Уармей общей площадью 45 гектаров располагается вблизи перуанского города Уармей, входящего в одноименную этому городу провинцию региона Анкаш. Наиболее заметная часть комплекса площадью около 8,5 тысяч м² представляет собой руины занесённых песком монументальных построек и находится на вершине длинного скального отрога, ориентированного в сторону протекающей неподалёку реки Уармей. Строения сгруппированы в комплексы с доминантами в виде крупных мавзолеев-башен, возведенных в несколько этажей из саманного кирпича и камня. У основания ближайших скал имеются следы карьеров, из которых добывался материал для их постройки.
Местность вокруг основной возвышенности в настоящее время занята сельскохозяйственными полями, среди которых осталось лишь несколько нетронутых участков со следами древних построек. Одной из них, ближайшей к главному некрополю с юга, являются руины монументального патио четырёхугольной формы размерами 20 м на сторону, возможно, выполнявшего функцию дворца местной знати. На других участках методами геофизической разведки обнаружены следы глинобитных или кирпичных сооружений как погребального, так и жилого, церемониального или административного назначения.
К северу от монументальной части Эль-Кастильо, в ложбинах между возвышенностями рельефа, находятся несколько сильно разграбленных доиспанских кладбищ, ассоциируемых с заселением местности в период от раннего горизонта до позднего промежуточного периода. В 1960-х годах эти кладбища стали источником текстиля, керамики и деревянных артефактов для коллекций, находящихся сейчас в «Музее пяти континентов» Мюнхена и «Музее Амано» Лимы. Могилы раннего горизонта являются простыми захоронениями в песчаных ямах, которые лишь изредка сопровождаются погребальным инвентарем и мелкими приношениями. Раскопки 2010—2012 годов выявили несколько отклонений от этого обычая, что связано, по-видимому, с отражением в погребении особенностей жизни умерших. Пример — могила ребёнка 6—7 лет, тело которого было помещено в глубокую но узкую могилу вниз головой на большие фрагменты женских тазовых костей. В захоронениях последующих эпох наряду с простыми могилами встречаются видимые на поверхности остатки погребальных сооружений из сырцового кирпича и руины строений правильной прямоугольной или квадратной формы с глинобитными стенами, напоминающие «чульпа» инков. Почти все они разграблены, и среди немногих артефактов преобладают осколки простых керамических изделий с украшением в виде отпечатка тростника.

## Эль-Кастильо
Эль-Кастильо — комплекс периода среднего горизонта из мавзолеев, второстепенных зданий-башен и монументальных лестниц, растянувшийся на 150 метров в длину и 70 метров в ширину. Он находится на вершине скального отрога, расширенного за счет рукотворных террас или платформ, из-за чего его ранее принимали за руины типичной для побережья Анкаша погребальной пирамиды. Комплекс имеет следы неоднократных реконструкций и расширений, с возведением поздних зданий вокруг более ранних, перепланировкой лестниц, проходов и стен, иногда с частичной разборкой уже построенных конструкций.
В общей планировке памятника различают южную и северную группы зданий. Южная группа построена вокруг «Красного мавзолея», который когда-то был покрыт штукатуркой соответствующего цвета. Платформа, размерами приблизительно 31х25 метров, служащая основанием для мавзолея и примыкающих к нему построек, возведена из камня и саманного кирпича, скрепленных глиняным раствором, и дополнительно усилена длинными деревянными балками. В центре платформы, прямо под мавзолеем, обнаружена гробница «Королевы Уармей», имеющая прямоугольную форму и частично углубленная в скальное основание. С восточной стороны в гробницу вела предкамера, а с западной в толще платформы располагались четыре изолированных «реликвария» с явно вторичными захоронениями костных человеческих останков. Все эти помещения были засыпаны гравием и перекрыты для возведения над ними погребальных построек.
«Красный мавзолей» из саманного кирпича имеет ортогональную планировку размерами приблизительно 13х11 метров, с центральным помещением длиной 4,3 и шириной 3,4 метра, в котором сохранились остатки скамьи в виде трона, а также ниши в стенах. Остальные помещения сгруппированы вокруг центрального, единственный выход из которого ведет в парадную группу комнат, обращенную на северо-восток. Все комнаты соединены проходами между собой, кроме нескольких помещений позади главного зала, которые на сохранившемся уровне не имеют никаких проёмов. В этих изолированных помещениях обнаружены многочисленные костные останки животных, не только из семейства верблюдовых, но и редких, таких как кондор и обезьяна, что, возможно, связано с использованием помещений как жертвенника. Фрагменты сосудов, тонких тканей и мумифицированных тел в остальных помещениях свидетельствуют о их погребальной и ритуальной функциях.
В центре северной группы строений находится «Каменный мавзолей» прямоугольной формы со стороной около 10 метров. Он изучен менее южного и полностью разграблен, но известно, что он состоял из семи комнат, центрального помещения с нишами, глинобитным троном и имел подземную погребальную камеру. Оба мавзолея окружены второстепенными башнями «чульпа», вероятно, также выполнявшими погребальную функцию. В наиболее сохранившихся из них обнаружены следы штукатурки, ниши в стенах, скамьи-троны и остатки верхних этажей, но не выявлено никаких подземных помещений.
В одной из платформ, устроенных по сторонам скальной возвышенности, найдена не разграбленная камера с останками двух молодых людей — мужчины и женщины. Их погребальный инвентарь включал тонкие ткани, резные ушные украшения и ткацкие принадлежности. 

## Гробница Королевы Уармей
Настил главного зала «Красного мавзолея» из сырцовых кирпичей редкой трапециевидной формы скрывал под собой подземную камеру, которая оказалась местом погребения 64 человек. В основном объёме этой гробницы размерами примерно 4х3,5 метра находились тела 54 женщин, преимущественно в сложенном положении с прижатыми к груди коленями и обхватывающими ноги руками, обернутые в ткани и с приложением погребального инвентаря. В северо-восточном углу гробницы перегородками отделён ряд из трёх небольших подкамер, в которых находились тела наиболее знатных особ. Это женщина около 50 лет вместе с подростком от 13 до 15 лет, женщина 35—40 лет и женщина 60 лет, все с исключительно богатыми погребальными приношениями. В полу сохранился своеобразный канал, ведущий в эти камеры извне и предназначенный, вероятно, для ритуального приношения каких-либо жидкостей. После размещения всех тел, по всей видимости, был осуществлён ритуал закрытия гробницы, сопровождавшийся разрушением больших искусно изготовленных сосудов и наконец жертвоприношением шести подростков, останки которых расположены в хаотичных позах поверх свёртков. Затем погребение было засыпано слоем гравия толщиной около метра.
В месте первоначального входа в усыпальницу найдены тела двух «стражей»: мужчины и женщины, погребённых в углублениях скалы. Эти «стражи» не принадлежали к знати, состояние останков свидетельствует о интенсивной физической нагрузке при жизни, а у мужчины и о боевых травмах. Обоим, задолго до их смерти, была выполнена ампутация левой ноги, что отражает андскую традицию, наблюдавшуюся и в могиле правителя Сипана.
Среди искусно выполненных предметов, обнаруженных в погребении, большую часть составляли ткацкие и прядильные принадлежности, такие как гребни, веретёна, колотушки, иглы, пряслица «пируро» и детали ручных ткацких станков. Материалы, из которых эти изделия были изготовлены, подчеркивали высокий статус их владельцев. Это золото, серебро, медь и их сплавы, а также резная кость и дерево.

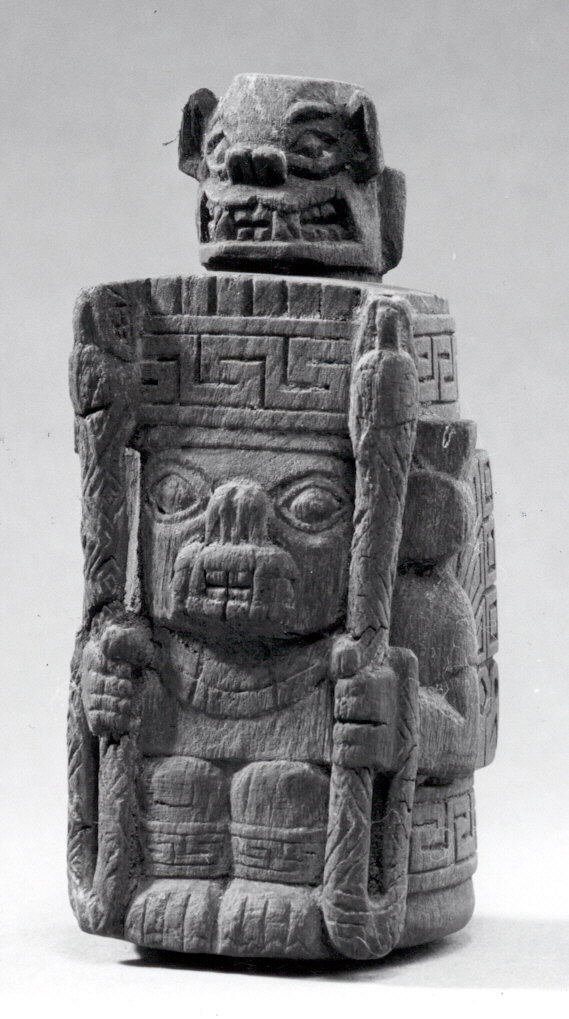
Контейнер для извести из коллекции Метрополитен-музея, в стилистике Уари (происхождение неизвестно)

Основная масса керамических сосудов в захоронении выполнена в различных стилях уари, имевших хождение в их государстве в пределах одного или двух столетий. Иные представители керамической посуды несут на себе отпечаток традиционных стилей северного побережья Перу, как например сосуды с двумя горлышками и ручкой-перемычкой. Кроме того найдено несколько миниатюрных резных контейнеров для извести, с которой смешивали листья коки, употребляемые в качестве стимулятора. Один из таких контейнеров выполнен в виде зооморфной фигуры с мордой кошачьего, держащей в обеих «руках» трости, оканчивающиеся человеческими головами. Дополняют коллекцию сосудов фрагменты украшенных пирографией тыкв-калебасов, скорее церемониального, чем утилитарного, назначения. Стиль самых сложных из этих пирографических рисунков с изображением фантастических существ, однако, значительно отличается от стандартной иконографии уари, отражая влияние таких культур как моче, чавин и куписнике.
В подземной гробнице сохранилось более ста трубчатых и дисковых ушных украшений, которые, как известно, свидетельствовали о высоком статусе мужской знати в государстве инков, здесь же они сопровождали женское захоронение. Эти наушники обнаружены как непосредственно на головах погребённых, так и в корзинах с посмертными подношениями. Они отличаются высоким качеством изготовления, применением в отделке золота и серебра, изящной резьбой по дереву и кости в виде зооморфных или геометрических изображений. Отдельные экземпляры пустотелы и содержат внутри мелкие предметы, что создавало эффект погремушки при движении. Другие украшения представлены декоративными булавками «тупу» для крепления женских накидок, разнообразными ожерельями, кольцами и элементами декора одеяний в виде металлических пластинок.
Старшая женщина 60 лет из центральной подкамеры, прозванная «Королевой Уармей», занимала, по-видимому, самое привилегированное место. Она была захоронена в согнутом положении, в погребальном свёртке из тонкой ткани с зелёными узорами. Лицо её было украшено киноварью, а в мочки ушей были вставлены трубчатые украшения. В руках женщины остались остатки шарфа или накидки с бронзовой булавкой тупу, аксессуаром, который в период инков был доступен лишь знатным особам. Вокруг тела были расставлены три корзины с богатым погребальным инвентарём, среди которого были как украшения так и ткацкие принадлежности из дерева, кости и металлов, в том числе золота. Обращают на себя внимание фрагменты тканей и пряжи, которые могли служить в качестве личных образцов для ткачества. Самостоятельную ценность представляют собой и упомянутые прямоугольные корзины, с тонкими стенками из разрезанного вдоль тростника, украшенного навивкой цветных нитей. Кроме корзин в составе приношений присутствовали также искусные керамические сосуды, чаша из серебра и церемониальные кубки «керо» — посуды, связанной с распитием традиционного напитка чичи. Один из «керо» уникален тем, что вырезан из алебастра, и его декор в виде антропоморфного лица был, по видимому, инкрустирован фрагментами морских раковин. Фрагменты очень похожего керо были найдены в разграбленном главном зале «Красного мавзолея» и, возможно, оба представляли собой символически связанную пару. Среди посуды особо выделяются несколько парных полихромных сосудов с изображением человеческой фигуры и непарный сосуд со скульптурным изображением богато одетого персонажа на плоту.
Лицо «королевы» было реконструировано по копии её черепа в 2017 году Оскаром Нилссоном в натуралистичном скульптурном изображении из ваяльной глины, покрытом силиконовой «кожей». Кропотливая работа, в которой также использовался натуральный волос перуанских женщин, заняла у реставратора 220 часов. Скульптура выставлялась в Национальном этнографическом музее Варшавы.

Керамические изделия в гробнице Эль-Кастильо-де-Уармей
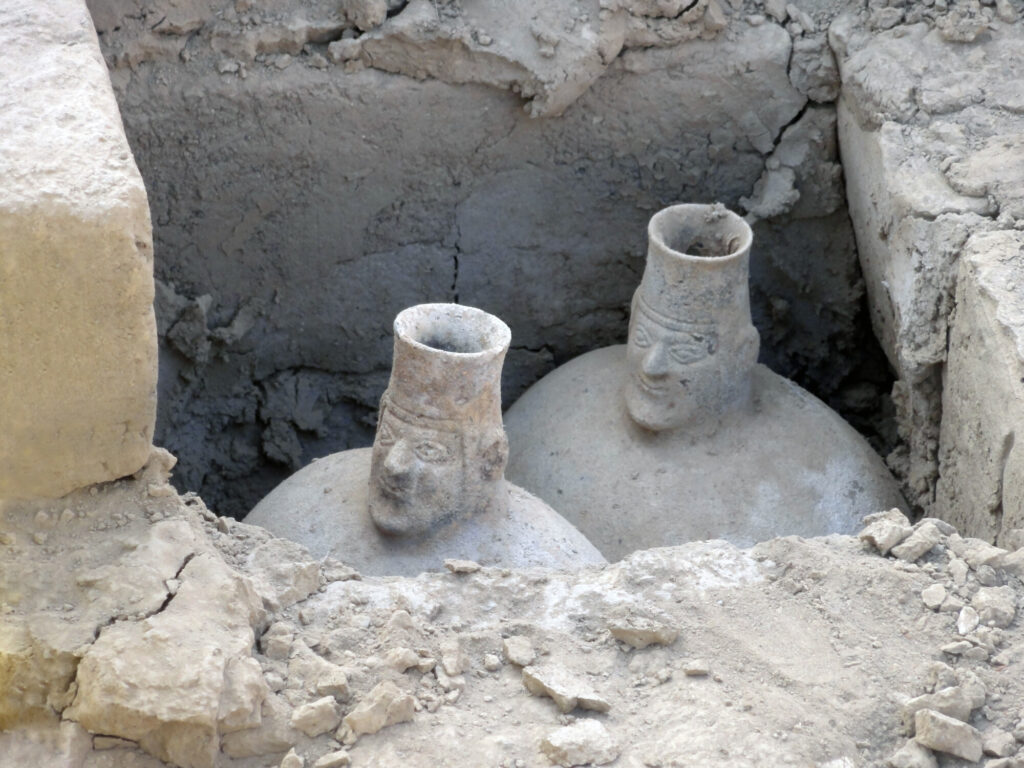
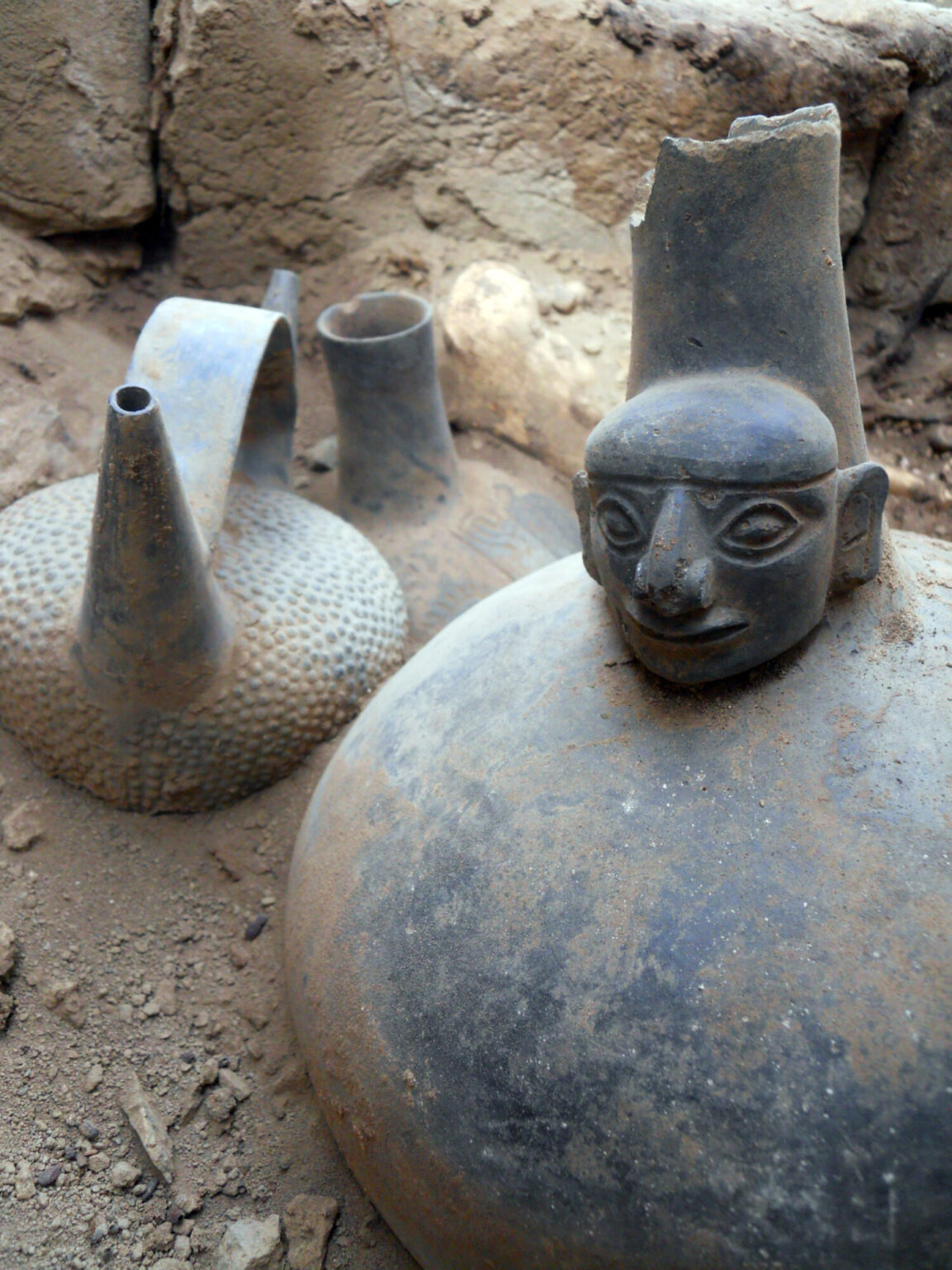
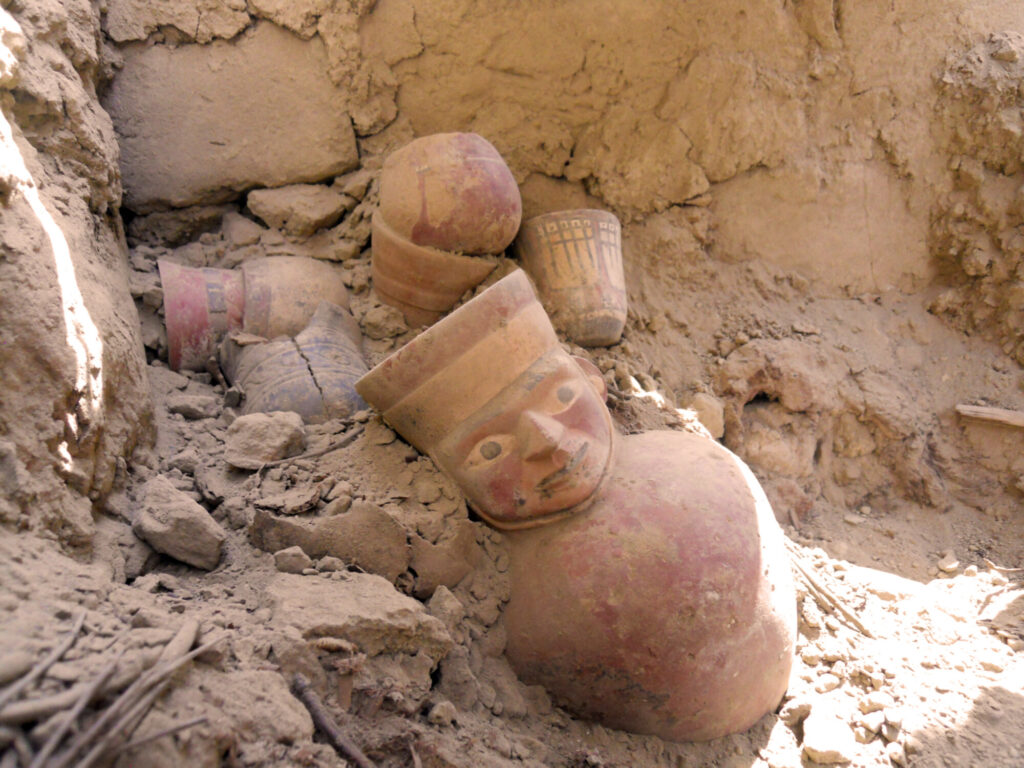

## Галерея ремесленников

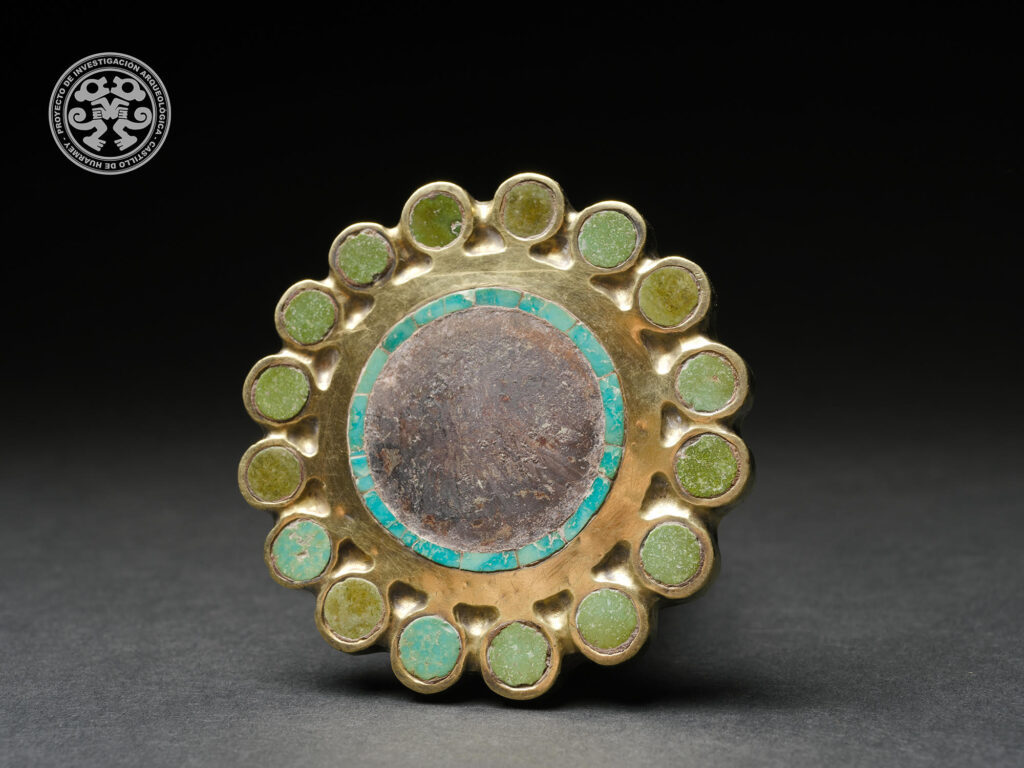
Золотое ушное украшение инкрустированное полудрагоценными камнями. Найдено при раскопках 2022 года.

В 2022 году, более чем через 10 лет после начала раскопок, за южными стенами Красного мавзолея в углублении скалы обнаружены шесть погребальных камер, названных археологами «Галереей ремесленников». В не потревоженной грабителями части находились останки 
взрослого мужчины и 15-летнего подростка, а оставшиеся камеры с погребениями двух взрослых женщин, мужчины и ещё двух подростков, найдены уже разграбленными.
Мужчина из сохранившегося погребения был похоронен в соответствии с традициями уари, в сложенном сидячем положении с прижатыми к груди коленями и завернут в ткани. Его сопровождал погребальный инвентарь из более чем 250 предметов, многие из которых свидетельствуют о профессии корзинщика, а также останки собаки. Скелет мужчины имел множество патологий, вызванных остеопорозом, который не позволял нормально передвигаться при жизни, кроме того отсутствовали обе ступни, вероятно от рождения либо удалённые в раннем возрасте. Некоторое укрепление верхней части тела вызвано, по-видимому, как необходимостью передвигаться с помощью рук так и профессиональной деятельностью по плетению корзин, в которой он явно помогал себе и зубами.
Рядом с корзинщиком находились материалы для его работы, такие как катушки и клубки нитей, ткани, обрезки кожи, связки обработанного и исходного тростника. Личные инструменты: бронзовые ножи, пилу и стамеску — специально повредили перед помещением в могилу, сломав или согнув, чтобы исключить повторное использование. 15 миниатюрных стенок тростниковых корзин, декорированных навивкой нитей, являлись образцами или шаблонами для полноразмерных изделий. Другим подспорьем в ремесле мог служить лоскут кожи с нанесённым краской рисунком и расчерченный на квадраты острым инструментом. Как и в женском захоронении, погребальный инвентарь включал в себя тыквы-калебасы, посуду и два контейнера для извести в форме мужской и женской фигур.

## Значение
Период среднего горизонта (650—1050 гг.) характеризуется как расцветом Уари так и упадком другого государственного образования древнего Перу известного как Моче. Возникновение на границе соприкосновения этих культур такого центра как Эль-Кастильо-де-Уармей, вкупе с преобразованиями в соседней долине Кулебрас, наглядно демонстрирует эти процессы. В долине Кулебрас исчезают резиденции Моче, возникает ряд укреплений и наблюдательных пунктов Уари, а также меняется расположение поселений, которые связываются новой дорогой, ведущей на юг к Эль-Кастильо-де-Уармей. Возможно, это свидетельствует о том, что регион был завоеван и превращен в аванпост для продвижения уари далее на север.
Богатство и сложность захоронения как правило соответствует статусу умершего, особенно в древних андских сообществах, где культу мёртвых уделялось большое внимание. Из-за отсутствия письменности в древнем Перу археология остается одним из основных источников суждений о социальной организации культур прошлого. Женщины в них могли занимать различное, в том числе и весьма высокое положение. Об этом свидетельствует как ряд археологических открытий, например гробницы «Леди Као» культуры Моче, так и этноисторические исследования о статусе королев инков.
До сих пор было известно очень мало о элитных погребениях, относящихся к эпохе уари. Практически все они были разграблены задолго до начала систематических раскопок. Единственным примером относительной сохранности может служить мужское погребение «Владыки Вилькабамбы» в Эспириту-Пампе, но практически ничего не было известно о женских захоронениях подобного статуса. Открытие неповреждённой гробницы «Королевы Уармей», с её исключительно богатым инвентарём, показывает высокое положение, которое могли занимать женщины в обществе уари. Показательно и то, что ткачество являлось занятием, доступным самой привилегированной части общества, а качественные декорированные ткани ассоциировались с властью и богатством. Из колониальных источников известно, что подобное было характерно и для империи инков, где ткани и одежда являлись престижным подарком царскому роду.
Одной из загадок остается продолжительность всего ритуала захоронения, которую невозможно достоверно определить имеющимися методами. Состояние останков подразумевает, что гробница была перекрыта вскоре после размещения всех свертков с телами, которые не подвергались длительному воздействию окружающей среды. В таком случае шестьдесят знатных женщин уари по неизвестной причине умерли в относительно короткий период времени, что, однако, не помешало тщательно организовать всё захоронение. Второй вариант предполагает, что, по крайней мере, часть свертков была перенесена в захоронение из других мест, где они временно размещались некий, возможно продолжительный, период времени. В последнем случае строительство всего комплекса могло быть спровоцировано смертью или ожиданием смерти особо знатной персоны, а захоронение было собрано из останков непосредственно связанных с этой персоной лиц, либо лиц, принадлежавших к особой социальной группе.